# Hippocampus queenslandicus
Hippocampus queenslandicus es una especie de pez de la familia Syngnathidae en el orden de los Syngnathiformes.

## Morfología
Los machos pueden llegar alcanzar los 11,6 cm de longitud total.

## Distribución geográfica
Se encuentra en Queensland (Australia ).